# Daniel Perrin (musicien)
Pour les articles homonymes, voir Daniel Perrin (homonymie) et Perrin.
Daniel Perrin, né le 9 janvier 1955 à Lausanne, est un musicien de jazz et compositeur vaudois.

## Biographie
Daniel Perrin commence par l'étude du piano classique à l'Institut Czerny de Lausanne, qu'il fréquente de 1974 à 1978, avant d'intégrer la Swiss Jazz School de Berne entre 1979 et 1983. Il part ensuite étudier la composition auprès d'Awer Blue à New York, entre 1987 et 1988. Enfin, dès 1990, il travaille l'accordéon, la clarinette et le bandonéon en autodidacte.
Daniel Perrin commence à se produire sur scène à l'occasion de La Nuit, comédie musicale de Léo Ferré présentée en 1981 aux Jeux du Castrum à Yverdon. Très impliqué dans le milieu théâtral, il compose ensuite pour le metteur en scène genevois André Steiger. Il écrit ainsi les musiques des Troyennes d'Euripide en 1986, des Nègres de Genet en 1987, ou encore des Biches aux abois d'après Labiche. Cette année-là, il travaille également avec Hervé Loichemol, actuel directeur de la Comédie de Genève, pour lequel il réalise l'environnement sonore de la pièce Dans la solitude des champs de coton de Koltès et de Français, encore un effort si vous voulez être républicains de Sade. Dès 1990, il participe comme compositeur et musicien à toutes les créations du Théâtre municipal, et travaille en parallèle pour le théâtre Am Stram Gram. En 1999, enfin, il fonde avec Lee Maddeford, Roland Vouilloz et Yves Jenny la compagnie de L’œillade, qui réalise les Tribus modernes au Théâtre de l'Echandole. Il signe également la musique des films Vanna, réalisé en 1998 par Eric van der Borght, et La beauté sur la terre de Charles-Ferdinand Ramuz, tourné par Antoine Plantevin en 1999. Reconnaissable grâce à son goût pour les chapeaux, Daniel Perrin a également collaboré à des projets spécifiquement musicaux, puisqu'il est présent lors de la création et des deux premiers albums de Piano Seven. Il accompagne également de nombreux artistes comme Yvette Théraulaz ou Thierry Lang. Enfin, il a longtemps enseigné à l'Ecole de Jazz et de Musique Actuelle de Lausanne ainsi qu'au Conservatoire de Montreux. 
Daniel Perrin dirige l'Orchestre Jaune, qui réunit chaque année depuis près de vingt ans, à l'occasion de quelques bals annuels, quelques-uns des meilleurs jazzmen de la région. Marcel Papaux, Christian Gavillet, Daniel Bleikolm, Alain Kissling ou Karine Barbey participent ainsi à plusieurs éditions de ce festival gratuit. Il produit encore un Tango finnois tout en contraste en mai 2013, au théâtre de l'Orangerie à Genève. Il fait également partie du collectif Artefax, studio d'enregistrement et association lausannoise qui réunit différents artisans du spectacle pour promouvoir l'émergence d'activités artistiques interdisciplinaires.

## Sources
- « Daniel Perrin (musicien) », sur la base de données des personnalités vaudoises sur la plateforme « Patrinum » de la Bibliothèque cantonale et universitaire de Lausanne.
- 24 Heures, 2009/08/22, p. 8
- Magnollay, Julien, "Le phénomène Orchestre Jaune", 24 Heures, 2005/08/22, p. 22
- Julliard, Nicolas, Le Temps, n° 1522, 2002/12/23
- "L'Orangerie annonce la couleur de son été", Tribune de Genève, 2013/05/15, p. 30.